# Gaetské vévodství
Gaetské vévodství (italsky Ducato di Gaeta), označovaná též jako Gaetská republika (italsky Repubblica di Gaeta), byl středověký státní útvar na pobřeží jižní Itálie s centrem ve městě Gaeta, počítající se k tzv. italským námořním republikám. 

## Historie

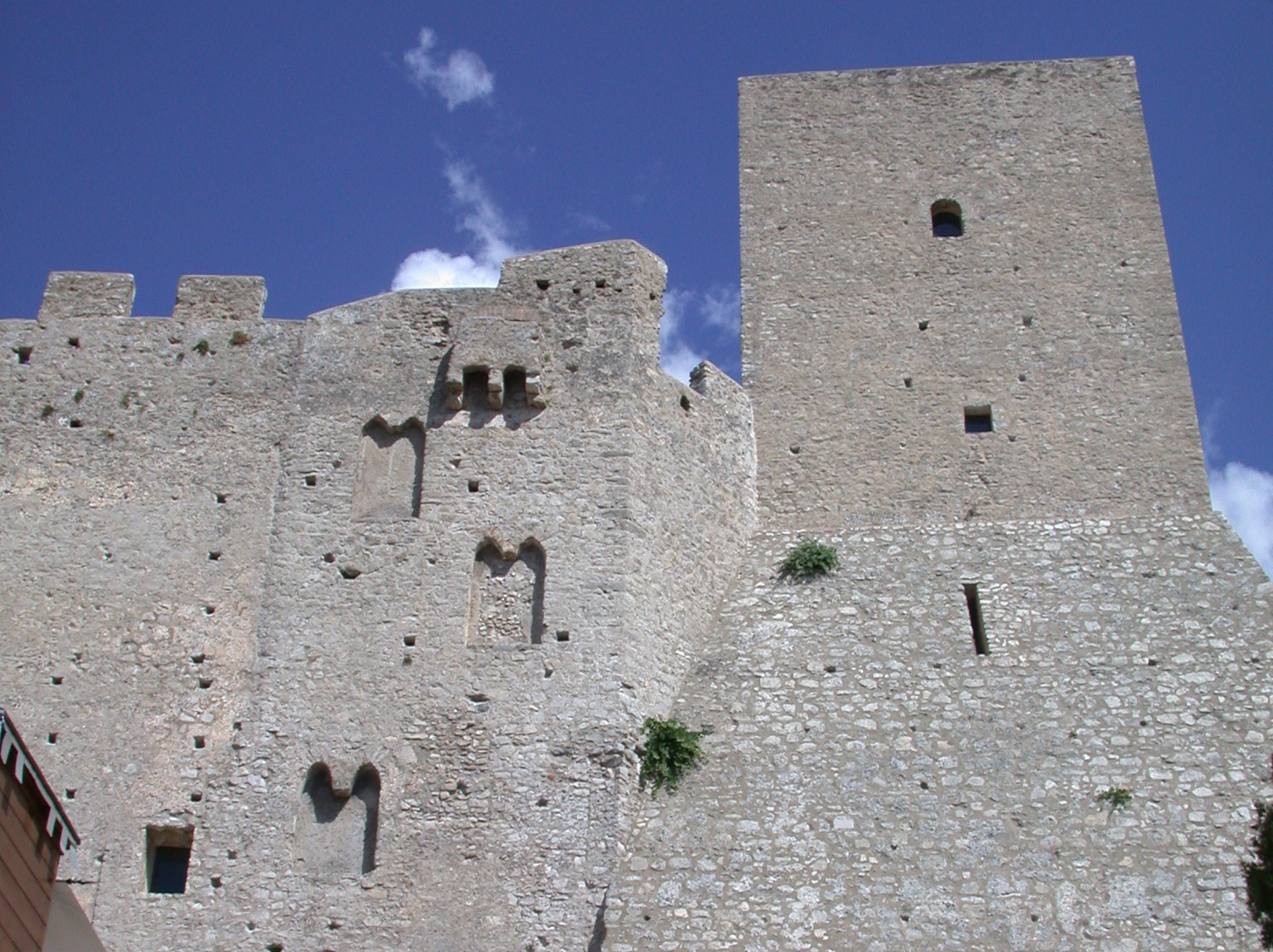
Hrad Itri

Území se vydělilo v 8. století jako jedna z byzantských držav a osamostatnilo se kolem roku 933, kdy byl vladařem Docibilis I. Jeho syn a nástupce Docibilis II. byl později prohlášen vévodou (dux). Pod jeho vládou se stát ocitl na vrcholu moci a stal se jednou z námořních a obchodních mocností Apeninského poloostrova, a tak i jednou z námořních republik italských dějin.
Kolem roku 962 se gaetští stali vazaly italských králů a roku 1064 se nadvlády nad městem zmocnili Normané. I v těch dobách si však Gaeta mohla volit sama své vládce. Částečná samostatnost skončila až roku 1135, kdy Roger II. Sicilský město začlenil do Sicilského království.